# کیروین (کانزاس)
کیروین (به انگلیسی: Kirwin) شهری در ایالت کانزاس کشور ایالات متحده آمریکا است که جمعیت آن در سرشماری سال ۲۰۱۰ میلادی، ۱۷۱ نفر بوده‌است.